# Dom i Nürnberg
Dom i Nürnberg (engelska: Judgment at Nuremberg) är en amerikansk dramafilm från 1961 i regi av Stanley Kramer. Manuset skrevs av Abby Mann. Rollerna spelas av bland andra Spencer Tracy, Burt Lancaster, Richard Widmark, Maximilian Schell, Werner Klemperer, Marlene Dietrich, Judy Garland, William Shatner och Montgomery Clift. Filmens handling är inspirerad av Domarrättegången 1947 vid Nürnbergrättegångarna. Den hade svensk premiär den 18 december 1961.

## Handling
Fyra tyska domare står åtalade för brott mot mänskligheten för att under andra världskriget dömt folk till tvångssterilisering och till koncentrationsläger. Huvudperson är domaren Dan Haywood (spelad av Spencer Tracy). Andra huvudkaraktärer är åklagaren Tad Lawson (Richard Widmark), försvarsadvokaten Hans Rolfe (Maximilian Schell), Ernst Janning, en av de åtalade (Burt Lancaster), samt fru Bertholt (Marlene Dietrich) en tysk kvinna som Haywood lär känna, vars make avrättats efter att ha blivit funnen skyldig till brott mot mänskligheten vid en tidigare rättegång. I roller som vittnen syns bland andra Montgomery Clift och Judy Garland.

## Rollista i urval
| Spencer Tracy      | – chefsdomare Dan Haywood                                                      |
| Burt Lancaster     | – Dr. Ernst Janning, svarande                                                  |
| Richard Widmark    | – överste Tad Lawson, åklagare                                                 |
| Maximilian Schell  | – Hans Rolfe, försvarsadvokat                                                  |
| Werner Klemperer   | – Emil Hahn, svarande                                                          |
| Marlene Dietrich   | – Frau Bertholt                                                                |
| Montgomery Clift   | – Rudolph Peterson                                                             |
| Judy Garland       | – Irene Hoffman Wallner                                                        |
| Howard Caine       | – Hugo Wallner, Irenes make                                                    |
| William Shatner    | – kapten Harrison Byers                                                        |
| John Wengraf       | – Herr Justizrat. Dr. Karl Wieck, tidigare justitieminister i Weimarrepubliken |
| Karl Swenson       | – Dr. Heinrich Geuter, Feldensteins advokat                                    |
| Ben Wright         | – Herr Halbestadt, Haywoods betjänt                                            |
| Virginia Christine | – Mrs. Halbestadt, Haywoods hushållerska                                       |
| Edward Binns       | – senator Burkette                                                             |
| Torben Meyer       | – svarande Werner Lampe                                                        |

## Utmärkelser och nomineringar
Vinster
- Maximilian Schell tilldelades en Oscar i kategorin bästa manliga huvudroll.
- Maximilian Schell tilldelades en Golden Globe för bästa manliga skådespelare (drama)
- Abby Mann tilldelades en Oscar för bästa manuskript baserat på annan källa.

Nomineringar
- Spencer Tracy nominerades till en Oscar för bästa manliga skådespelare.
- Montgomery Clift nominerades till en Oscar för bästa manliga biroll.
- Judy Garland nominerades till en Oscar för bästa kvinnliga biroll
- Judy Garland nominerades till en Golden Globe för bästa kvinnliga biroll
- Rudolph Sternad och George Milo nominerades till en Oscar för bästa scenografi
- Ernest Laszlo nominerades till en Oscar för bästa foto
- Jean Louis nominerades till en Oscar för bästa kostym
- Stanley Kramer nominerades till en Oscar för bästa regi
- Stanley Kramer tilldelades en Golden Globe för bästa regi
- Frederic Knudtson nominerades till en Oscar för bästa klippning
- Stanley Kramer nominerades till en Oscar för bästa film